# Universidade Toulouse - Jean Jaurès
A Universidade Toulouse-Jean Jaurès, conhecida até 2014 como Universidade de Toulouse II-Le Mirail, é uma das três universidades da cidade de Toulouse e está situada no bairro do Mirail.
É especializada nas áreas de letras, artes, ciências humanas e sociais. 
O campus, situado no grande projeto arquitetónico de Toulouse dos anos 1960, o Mirail, foi concebido e construído pela equipa de arquitetos Candilis-Josic-Woods.